# Willem Marius Gunning
Willem Marius (Marius) Gunning (Hoorn, 15 juli 1834 – Delft, 4 mei 1912) was een Nederlands oogheelkundige.
Marius Gunning, lid van de familie Gunning en zoon van de predikant Johannes Hermanus Gunning en Anna Elisabeth van Campen, studeerde evenals zijn drie broers aan de Rijksuniversiteit Utrecht. Willem studeerde chemie en werd later rector-magnificus, Jan en Edward studeerden beiden theologie en Marius geneeskunde. Marius promoveerde aldaar in 1857 op een proefschrift over Onderzoekingen over bloedsbeweging en stasis. Hij werd benoemd tot hoogleraar oogheelkunde aan de Universiteit van Amsterdam.
Gunning onderzocht onder meer, samen met Herman Snellen, de oorzaak van de verhoudingsgewijze veel voorkomende oogziekten in de kolonies van de Maatschappij van Weldadigheid in Veenhuizen en Ommerschans. Ook was Gunning als oogheelkundige verbonden aan het Diaconieweeshuis der Hervormde Gemeente te Amsterdam. Hij was betrokken bij de oprichting van de vereniging Het Witte Kruis en zette zich in voor verpleegkunde als een zelfstandige professie.